# 三一教
三一教，又名夏教，是明朝林兆恩所成立的一個宗教教派，在中华人民共和国境内仅在福建省莆田市被承认为合法宗教。三一教並非一神教，也非多神教，而是一種「三元一體論」，信徒相信這三種力量既是宇宙的運行法則，也是個體意識的組成部分。通過理解與實踐「三一之道」（Trinitic Path），人可以達到內在的和諧，並與宇宙的本質產生共鳴。 

## 宗教實踐與修行
三重冥想法（Triadic Meditation）
信徒每日進行三階段冥想，分別專注於：
1.理性——沉思宇宙法則與個人智慧的提升。
2.情感——覺察內心的情緒流動，培養愛與同理心。
3.意志——確立個人信念與行動方向，增強內在力量。
在中國道教中，有一種名為「守一」或「守三一」的冥想法，修行者透過冥想，想像自身的精神或魂魄與軀體合一，以期達到延年益壽、消災解難的效果。但這與三一教的教義是否直接相關，尚無確切證據。

## 历史
明朝人林兆恩于三十岁起在考察儒释道三教经典之后，即建立三教合一之社团。晚年该社团则逐渐宗教化，即形成今天的三一教。林兆恩去世時，三一教已有了數十萬信眾，他死後，其門徒分成五支，將該教傳播開來，由莆田、仙游传播至福清、惠安和福建省内外各地，远至台湾、东南亚各国和欧美等地。該教信徒都以林兆恩作為教主加以敬拜，建祠奉祀。2011年，莆田市民族与宗教事务局正式承認该宗教。

## 教旨
三一教，以「道釋歸儒，儒歸孔子」為教旨。倡導儒釋道三教合一，其宗教思想深受王陽明的心學影響。

## 核心教義
宇宙三力（Trinitic Forces）
三一教認為宇宙的所有運動與變化皆源於三種基本力量：
1.創造者（Genesis）：賦予萬物生命與存在，象徵新生、啟示與成長。
2.毀滅者（Oblivion）：掌管終結與轉化，代表消亡、變遷與釋放。
3.調和者（Harmonia）：平衡創造與毀滅，使萬物在循環中達到穩定與和諧。
這三者不是彼此對立，而是互相依存——沒有創造就無從開始，沒有毀滅就無法變革，沒有調和則一切將陷入混亂。

## 三一教理念
三一教之所學，學文與學道，兼而有之，學習文化知識、科學知識及生活常識是為人在世所必需的，但學道習心法，更是為人在世所必需。（出自於三一教網）